# Ngila Dickson
Ngila Dickson (Dunedin, 1958) è una costumista neozelandese.
I suoi lavori più importanti sono stati due capitoli della trilogia de Il Signore degli Anelli, La Compagnia dell'Anello e Il ritorno del re. Candidata all'Oscar per i migliori costumi per questi due film nel 2002 e nel 2004, è riuscita a vincerlo (insieme a Richard Taylor) per Il ritorno del re. Nel 2004 ha avuto anche un'altra candidatura, per L'ultimo samurai.

## Filmografia

### Costumista

#### Cinema
- User Friendly, regia di Gregor Nicholas (1990)
- Mio nonno vampiro (My Grandpa Is a Vampire), regia di David Blyth (1992)
- Sposami, Kate (Crush), regia di Alison Maclean (1992)
- Jack Be Nimble, regia di Garth Maxwell (1993)
- Creature del cielo (Heavenly Creatures), regia di Peter Jackson (1994)
- Peach, regia di Christine Parker - cortometraggio (1996)
- Il Signore degli Anelli - La compagnia dell'Anello (The Lord of the Rings: The Fellowship of the Ring), regia di Peter Jackson (2001)
- Il Signore degli Anelli - Le due torri (The Lord of the Rings: The Two Towers), regia di Peter Jackson (2002)
- The Extreme Team, regia di Leslie Libman (2003)
- L'ultimo samurai (The Last Samurai), regia di Edward Zwick (2003)
- Il Signore degli Anelli - Il ritorno del re (The Lord of the Rings: The Return of the King), regia di Peter Jackson (2003)
- Without a Paddle - Un tranquillo week-end di vacanza (Without a Paddle), regia di Steven Brill (2004)
- The Illusionist - L'illusionista (The Illusionist), regia di Neil Burger (2006)
- Blood Diamond - Diamanti di sangue (Blood Diamond), regia di Edward Zwick (2006)
- Tutti pazzi per l'oro (Fool's Gold), regia di Andy Tennant (2008)
- The International, regia di Tom Tykwer (2009)
- Lanterna Verde (Green Lantern), regia di Martin Campbell (2011)
- Mr. Pip, regia di Andrew Adamson (2012)
- Emperor, regia di Peter Webber (2012)
- Dracula Untold, regia di Gary Shore (2014)
- Crouching Tiger, Hidden Dragon: Sword of Destiny, regia di Yuen Wo Ping (2016)
- A Xiu Luo, regia di Peng Zhang (2018)
- Terminator - Destino oscuro (Terminator: Dark Fate), regia di Tim Miller (2019)

#### Televisione
- The Rainbow Warrior Conspiracy, regia di Chris Thomson (1988)
- Affondate Greenpeace (The Rainbow Warrior), regia di Michael Tuchner (1993)
- Young Hercules, regia di T.J. Scott (1998)

- Inferno di fuoco (Superfire), regia di Steven Quale (2002)
- Unaired Game of Thrones Prequel Pilot, regia di S.J. Clarkson (2019)

#### Serie TV
- The Ray Bradbury Theater – serie TV, 15 episodi (1992)
- Mrs. Piggle-Wiggle – serie TV, episodi 1x6 (1994)
- Hercules (Hercules: The Legendary Journeys) (1995)
- Alta marea (High Tide) – serie TV, episodi 1x1-1x11-1x19 (1994-1995)
- Mysterious Island – serie TV, 5 episodi (1995)
- Xena - Principessa guerriera (Xena: Warrior Princess) – serie TV, 90 episodi (1995-1999)
- Childhood's End – miniserie TV, episodi 1x1-1x2-1x3 (2015)

### Altro
- Ruby and Rata, regia di Gaylene Preston, responsabile del guardaroba (1990)